# 马元祝
马元祝（1948年—），四川峨眉人，汉族，中华人民共和国政治人物、第十一届全国人民代表大会四川地区代表。
毕业于四川大学经济管理专业，是中共党员。担任峨眉山乐山大佛集团总公司董事长。2008年起担任全国人大代表。